# Roztoky u Jilemnice
Roztoky u Jilemnice é uma comuna checa localizada na região de Liberec, distrito de Semily.